# グローバルデスティニーケーブル
グローバルディスティニーケーブル（Global Destiny Cable）はフィリピンのケーブルテレビサービス会社。フィリピンのケーブルテレビ会社としては2番目の規模である。マニラ首都圏のほとんどの都市でサービスを提供している。

## 合併前のディスティニーケーブル社
1995年1月、フィリピン国家通信委員会(NTC) (National Telecommunications Commission (Philippines)) の輸送通信局(DOTC) (Department of Transportation and Communications) の委員会は、ディスティニーケーブル社にマニラ首都圏およびその周辺地域での電話通信、データ通信、ケーブルアンテナテレビの設置許可を与えた。
ディスティニーケーブル社はSolid Group Inc.の傘下企業であり、ケーブルテレビ、ケーブル通信、およびその周辺事業を手掛ける会社である。Solid Group Inc.はフィリピンで電気製品の大手企業である。

## 合併前のグローバルケーブル社
1993年2月3日、グローバルケーブル社はケーブルテレビ事業の認可を受けた。国家通信委員会の与えた認可は、マニラ南部のラグナ州サンペドロ市 (San Pedro, Laguna) においてのケーブルテレビ網の構築、取り付け、保守、運営に関してである。同社はさらにマニラ首都圏内のサンジュアン (San Juan City) 、マンダルヤン (Mandaluyong City) 、マカティ、パサイ、マニラ、マリキナ (Marikina City) 、パラナクエ (Parañaque City) 、モンテンルパでのケーブルテレビ事業の認可も受けた。

## ディスティニーケーブル社とグローバルケーブル社の合併
2003年11月、ディスティニーケーブル社はグローバルケーブル社に対して、グローバルディスティニーケーブル社の名でケーブルテレビ事業のシステム基盤を強化しようと申し出た。この合併は成功し、同社はフィリピンで2番目に大きなケーブルテレビの会社となった。
2008年の時点で、グローバルディスティニーケーブル社はマニラ首都圏においてスカイケーブル社 (SkyCable) と競合する会社とみられている。両者とも、テレビ事業に加えて、高速インターネット通信事業にも参入している。

## 同社のサービスの特徴
- 光ケーブル網が完備している。
- マニラ首都圏のサービス網が充実しており、対応が早い。
- ただし週末にトラブルが発生した場合の対応が遅い。
- 衛星通信回線が時々台湾の電波と混信する。